# Panorpa fukiensis
Panorpa fukiensis is een insect uit de orde van de schorpioenvliegen (Mecoptera), familie van de schorpioenvliegen (Panorpidae). De wetenschappelijke naam van de soort is voor het eerst geldig gepubliceerd door Tjeder in 1951.
De soort komt voor in China.